# Mehrnbach
Mehrnbach är en ort och kommun i Österrike. Den ligger i distriktet Ried im Innkreis i förbundslandet Oberösterreich, 220 kilometer väster om huvudstaden Wien. 
Kommunen består av 22 orter (Ortschaften) (inom parentes invånarantal 1 januari 2024):

- Abstätten (63)
- Aich (63)
- Asenham (69)
- Atzing (79)
- Aubach (111)
- Aubachberg (190)
- Baching (66)
- Bubesting (16)
- Dopplhub (32)
- Fritzging (62)
- Gigling (36)
- Käfermühl (92)
- Langdorf (83)
- Mehrnbach (1 019)
- Probenzing (40)
- Renetsham (114)
- Riegerting (31)
- Sieber (83)
- Steinbach (18)
- Stötten (29)
- Thaling (24)
- Zimetsberg (43)